# Mosquée El Hijra de Farébersviller
La mosquée El Hijra est un édifice religieux musulman situé à Farébersviller, en France.

## Histoire
La mosquée El Hijra a été achevée en 1994 tandis que la première pierre a été posée en avril 1983, elle est une des plus grandes mosquées de l'Est de la France. Près de 4000 musulmans la fréquentent régulièrement.